# 馬克·漢蒙
馬克·漢蒙（英語：Mark Harmon，1951年9月2日—），知名美國演員。自2003年，馬克·漢蒙於知名影集《重返犯罪現場》擔任主要角色至2022年從劇集系列畢業。

## 生涯
馬克·漢蒙出生於美國洛杉磯，1974年自洛衫磯加大取得通訊學士學位，1987年與潘·道柏結婚，育有二子。
其在1980年代演出的電視影集《波城杏話》頗受好評，憑藉戲中帥氣且性感的「Dr. Robert Caldwell」一角，曾在1986年被《People》雜誌票選為「年度最性感的男性」。
1990年代，馬克·漢蒙曾試圖發展電影事業，然而其與梅格·萊恩和史恩·康納萊合演的《普西迪基地》並未獲得很好的票房，同年與茱蒂·福斯特合演的《重振雄風》（Stealing Home）亦不理想，遂回到電視圈發展。
1991年，馬克·漢蒙與瑪麗·瑪特琳合演電視影集《啞女神探》，此影集口碑甚佳，兩人更為此各獲得兩次金球獎提名。
1995年，馬克·漢蒙主演電視影集《查理·葛瑞斯》，飾演一名偵探，因收視不佳只播出九集。
1996年，加入DEK的《醫門英傑》。1996年11月時，幾個青少年因為高速行車，不慎失速撞上路樹，車子隨後起火燃燒，家住不遠處的馬克·漢蒙和妻子出來救人，還因此上了新聞頭條。
2002年5月，於熱門影集《白宮風雲》（The West Wing）客串演出「Simon Donovan」一角。
2003年，開始演出電視影集《重返犯罪現場》，飾演主角「賈斯羅·吉布斯」；同年參予由潔美·李·寇蒂斯和琳賽·蘿涵主演的電影《辣媽辣妹》。
2022年，從《重返犯罪現場》系列畢業卸任。

## 作品列表

### 电影作品
| 年份 | 片名                          | 角色        | 备注                           |
| ---- | ----------------------------- | ----------- | ------------------------------ |
| 1991 | 情牽玫瑰園 Till There Was You | Frank Flynn | 有些網站將片名誤寫為"缘分由天" |